# Cashiehtunk
Cashiehtunk, selo i možda podpleme Munsee Indijanaca iz 18. stoljeća, smješteno 1738. na rijeci Delaware u New Jerseyu. Spominje ga Golden (1738) (u N. Y. Doc. Col. Hist., vi, 124, 1855). Selo se (s rezervom) spominje u popisima munseejskih sela kod Hodgea i Swantona, koje kasnije slijede Sultzman i Pritchard.